# Ákos Vereckei
Ákos Vereckei (Budapest, 26 de agosto de 1977) es un deportista húngaro que compitió en piragüismo en la modalidad de aguas tranquilas.
Participó en tres Juegos Olímpicos, entre las ediciones de 2000 y 2008, obteniendo en total dos medallas de oro: una en Sídney 2000 y la otra en Atenas 2004. Ganó 10 medallas en el Campeonato Mundial de Piragüismo entre los años 1997 y 2010, y 14 medallas en el Campeonato Europeo de Piragüismo entre los años 1997 y 2010.

## Palmarés internacional
| Juegos Olímpicos   | Juegos Olímpicos             | Juegos Olímpicos  | Juegos Olímpicos |
| Año                | Lugar                        | Medalla           | Competición      |
| ------------------ | ---------------------------- | ----------------- | ---------------- |
| 2000               | Sídney (Australia)           | Medalla de oro    | K4 1000 m        |
| 2004               | Atenas (Grecia)              | Medalla de oro    | K4 1000 m        |
| Campeonato Mundial |                              |                   |                  |
| Año                | Lugar                        | Medalla           | Competición      |
| 1997               | Dartmouth (Canadá)           | Medalla de oro    | K4 500 m         |
| 1998               | Szeged (Hungría)             | Medalla de oro    | K1 500 m         |
| 1999               | Milán (Italia)               | Medalla de oro    | K1 500 m         |
| 1999               | Milán (Italia)               | Medalla de oro    | K4 1000 m        |
| 1999               | Milán (Italia)               | Medalla de bronce | K4 500 m         |
| 2001               | Poznań (Polonia)             | Medalla de oro    | K1 500 m         |
| 2002               | Sevilla (España)             | Medalla de bronce | K2 1000 m        |
| 2003               | Gainesville (Estados Unidos) | Medalla de plata  | K4 1000 m        |
| 2006               | Szeged (Hungría)             | Medalla de oro    | K4 1000 m        |
| 2010               | Poznań (Polonia)             | Medalla de plata  | K2 1000 m        |
| Campeonato Europeo |                              |                   |                  |
| Año                | Lugar                        | Medalla           | Competición      |
| 1997               | Plovdiv (Bulgaria)           | Medalla de oro    | K4 500 m         |
| 1999               | Zagreb (Croacia)             | Medalla de oro    | K1 1000 m        |
| 1999               | Zagreb (Croacia)             | Medalla de plata  | K2 500 m         |
| 1999               | Zagreb (Croacia)             | Medalla de plata  | K2 1000 m        |
| 2000               | Poznań (Polonia)             | Medalla de oro    | K1 500 m         |
| 2000               | Poznań (Polonia)             | Medalla de plata  | K4 1000 m        |
| 2001               | Milán (Italia)               | Medalla de oro    | K1 500 m         |
| 2001               | Milán (Italia)               | Medalla de plata  | K1 1000 m        |
| 2002               | Szeged (Hungría)             | Medalla de oro    | K1 500 m         |
| 2004               | Poznań (Polonia)             | Medalla de oro    | K1 500 m         |
| 2004               | Poznań (Polonia)             | Medalla de oro    | K4 1000 m        |
| 2005               | Poznań (Polonia)             | Medalla de oro    | K1 500 m         |
| 2007               | Pontevedra (España)          | Medalla de plata  | K4 1000 m        |
| 2010               | Corvera (España)             | Medalla de plata  | K2 1000 m        |